# Данилов, Алексей Николаевич (генерал)
Алексей Николаевич Данилов (1837—1916) — начальник Офицерской артиллерийской школы, Царскосельский комендант, генерал от артиллерии.

## Биография
Данилов родился 7 февраля 1837 года и происходил из дворян Петербургской губернии. Окончив Константиновский кадетский корпус, он был 11 июня 1855 года выпущен прапорщиком в 16-ю артиллерийскую бригаду. Произведённый в подпоручики (23 сентября 1856 года) и поручики (15 августа 1859 года), Данилов был затем переведён чином поручика (со старшинством с 1 ноября 1865 года) в лейб-гвардии 2-ю артиллерийскую бригаду. Продолжая до 1882 года службу в гвардейской артиллерии, он был произведён в штабс-капитаны (30 августа 1867 года), капитаны (28 марта 1871 года) и полковники (31 марта 1874 года) и в течение 10 лет командовал батареями этой бригады.
6 мая 1882 года полковник Данилов был назначен (с оставлением в списках 2-й лейб-гвардии артиллерийской бригады) первым начальником вновь созданной Офицерской артиллерийской школы, в задачу которой входила подготовка командиров батарей российской артиллерии, и руководил её на протяжении 10 лет, получив 6 мая 1884 года чин генерал-майора. 12 августа 1892 года начальником Офицерской артиллерийской школы был назначен С. П. Валевачев, а Данилов стал исправляющим должность начальника артиллерии 1-го армейского корпуса (штаб которого находился в Санкт-Петербурге). 30 августа 1894 года произведён в генерал-лейтенанты с утверждением в занимаемой должности.
30 марта 1900 года Данилов занял пост Царскосельского коменданта, оставшийся вакантным после смерти 11 марта генерал-лейтенанта Н. К. Штрандмана. Занимая должность коменданта Царского Села на протяжении 12 лет, получил в 1905 году орден Святого Александра Невского и 6 мая 1911 года — чин генерала от артиллерии. 1 сентября 1912 года в возрасте 75 лет Данилов был уволен от службы по домашним обстоятельствам с мундиром и пенсией, а его преемником на должности коменданта 9 ноября того же года стал генерал-лейтенант Н. В. Осипов.
Последние годы жизни Данилов провёл в Санкт-Петербурге, проживая по адресу: Таврическая, 45. 29 июня 1916 года он скончался на 80-м году жизни.

## Награды
Данилов имел знак отличия за XL лет беспорочной службы (1897 год) и многие ордена, в их числе:
- Орден Святого Станислава 3-й степени (1863 год)
- Орден Святой Анны 3-й степени (1865 год)
- Орден Святого Станислава 2-й степени (1869 год)
- Орден Святой Анны 2-й степени (1874 год)
- Орден Святого Владимира 4-й степени (1878 год)
- Орден Святого Владимира 3-й степени (1881 год)
- Орден Святого Станислава 1-й степени (30 августа 1888 года)
- Орден Святой Анны 1-й ст. (30 августа 1892 года)
- Орден Святого Владимира 2-й степени (14 мая 1896 года)
- Орден Белого орла (6 декабря 1901 года)
- Орден Святого Александра Невского (11 июня 1905 года)

Иностранные:
- Австрийский орден Железной короны 3-й степени (1874 год)
- Персидский орден Льва и Солнца 4-й степени (1878 год)
- Прусский орден Красного Орла 1-го класса (1898 год)
- Орден Короны Румынии большого креста (1899 год)